# Evaniella luculenta
Evaniella luculenta är en stekelart som först beskrevs av Theodore Henry Frison 1922.  Evaniella luculenta ingår i släktet Evaniella och familjen hungersteklar. Inga underarter finns listade i Catalogue of Life.